# Master Keaton
Master Keaton (яп. MASTERキートン, Masutā Kīton, укр. Майстер Кітон) — японська серія манґи, створена Хокусеєм Кацушікою, Наокі Урасавою та Такаші Наґасакі. Серіал виходив у журналі Big Comic Original з 1988 по 1994 рік, і його 144 розділи були зібрані у 18 томів-танкобонів видавництвом Shogakukan.
Аніме-адаптація була створена студією Madhouse з 24 епізодами, які виходили в ефір з 1998 по 1999 рік в Японії на Nippon Television. Було створено та випущено додаткові 15 епізодів як оригінальні відеоанімації (OVA), що довело загальну кількість до 39 епізодів. Наокі Урасава та Такаші Нагасакі створили продовження серіалу під назвою «Master Keaton Remaster». Дія відбувається через 20 років після закінчення оригінальної історії, вона виходила в Big Comic Original з 2012 по 2014 рік і була зібрана в один том.
До 2014 року «Майстер Кітон» мав тираж понад 20 мільйонів примірників, що зробило її однією з найбільш продаваних серій манги всіх часів.

## Сюжет
Історія розгортається навколо Таїті Хіраґи-Кітона, сина японського зоолога Тайхея Хіраґи та уродженої англійки Патриції Кітон. Батьки Кітона розлучилися, коли йому було п'ять років, і юний Таїті повернувся до Англії з матір'ю. У дорослому віці він вивчав археологію в Оксфордському університеті, частково під керівництвом професора Юрія Скотта. В Оксфорді Кітон познайомився і згодом одружився зі своєю дружиною, яка вивчала математику в Сомервіль-коледжі. Через кілька років подружжя розлучилося, і Кітон залишив свою п'ятирічну доньку Юріко під опікою матері. Після закінчення Оксфорду Кітон вступив до британської армії і став членом спеціальної повітряної служби, обіймав посаду інструктора з виживання, брав участь у бойових діях на Фолклендських островах і був одним з членів команди, яка реагувала на облогу іранського посольства. Його бойова підготовка стала йому в нагоді на посаді страхового розслідувача в престижній страховій компанії Лондонський Ллойдс, де він відомий своїми здібностями та нестандартними методами розслідування. Окрім роботи в Ллойдсі, Кітон та його друг Деніел О'Коннелл керують власним агентством страхових розслідувань зі штаб-квартирою в Лондоні. Незважаючи на те, що Кітон є надзвичайно успішним страховим розслідувачем, його мрією є продовження археологічних досліджень можливих витоків давньої європейської цивілізації в басейні річки Дунай.

## Персонажі
Хіраґа-Кітон Таїті (яп. 平賀＝キートン・太一, Hiraga-Kīton Taichi)
Громадянин Великобританії, який працює позаштатним страховим розслідувачем у Лондоні та час від часу запрошеним лектором в університетах. Однак його мрія — продовжити археологічні дослідження можливих витоків давньої європейської цивілізації в басейні річки Дунай. Батьки Кітона розлучилися, коли йому було п'ять років, і він виріс у Корнуоллі з матір'ю. Він вивчав археологію в коледжі Бейлліол в Оксфорді, а потім вступив до британської армії і став членом Спеціальної повітряної служби (SAS), де обіймав посаду інструктора з виживання і брав участь в облозі іранського посольства в 1980 році та у Фолклендській війні 1982 року.
Хіраґа Юріко (яп. 平賀百合子, Hiraga Yuriko)
15-річна донька Кітона. Кітон познайомився з матір'ю Юріко, коли та вивчала математику в Сомервіль-коледжі в Оксфорді, і вони одружилися, ще будучи студентами. Вони розлучилися, коли Юріко було п'ять років, як і батьки Кітона, коли йому було стільки ж. Хоча Юріко є ученицею молодших класів, вона є зрілою для свого віку, а також цікавиться археологією.
Хіраґа Тахей (яп. 平賀太平, Hiraga Tahei)
Батько Кітона — японець, зоолог. Час від часу він вплутується у власні розслідування таємниць. Його дружина, англійка за походженням, Патриція Кітон, здається, не зважала на його бабські замашки, але вони розлучилися. У нього є домашній улюбленець, помісь чау-чау зі сенбернаром, Тайсуке (太助), який має надзвичайний нюх, навіть для собаки.
Деніел О'Коннелл (яп. ダニエル・オコンネル)
Бізнес-партнер Кітона в слідчому бюро Keaton & O'Connell Assurance на Бейкер-стріт. Вони почали працювати разом у 1982 році. Як правило, Деніел залишається в офісі, тоді як Кітон виконує основну роботу.
Чарлі Чапман (яп. チャーリー・チャップマン)
Друг дитинства Кітона, який дивився на нього як на любовного суперника через їхню спільну подругу Дебору. Працює приватним детективом. По роботі Чарлі час від часу перетинається зі своїм суперником дитинства. Хоча він намагається не допустити, щоб Кітон з'явився у справі, йому це ніколи не вдається.

## Виробництво
Існують суперечки щодо того, хто написав оповідання про Майстра Кітона. Хокусей Кацушіка — це псевдонім автора манги Хадзіме Кімури, який також був співавтором Golgo 13. Спочатку Кацушіка створив історію серіалу, а Наокі Урасава — ілюстрації. Однак після того, як Кацушіка помер від раку в грудні 2004 року, Урасава заявив у травні 2005 року в інтерв'ю Shūkan Bunshun, що Кацушіка врешті-решт припинив працювати як автор історій через особистий конфлікт з ним, після чого Урасава сам створював як історії, так і ілюстрації. Через це Урасава вимагав, щоб ім'я Кацушіки на обкладинках манґи було меншим за його власне. Манґака Карія Тецу, який був близьким другом Кацушіки та впливовою фігурою в Shogakukan, різко виступив проти цього, що призвело до припинення подальшої публікації манґи до липня 2005 року. У 2019 році Урасава сказав, що у нього були ідеї щодо персонажів, і Майстер Кітон багато в чому спирався на них. Він також збирався написати манґу на додаток до її ілюстрацій, але оскільки він уже писав Yawara!, редакція була стурбована, чи зможе молодий художник створити і те, і інше. Вони запросили авторів історій, але запропоновані ними історії не відповідали баченню Урасави. Тому замість цього проводилися зустрічі, щоб створити історії для манґи. Але згодом змінилися редактори, і ці «інтимні» зустрічі стали неможливими. Саме тоді Урасава почав писати оповідання. Він сказав, що для останніх двох томів можна сказати, що історію він придумав сам.
Урасава та Такаші Нагасакі розпочали продовження Master Keaton Remaster (яп. MASTERキートン Reマスター, Masutā Kīton Rimasutā) у 2012 році. Коли його запитали, чому він повернувся до серіалу через стільки років, Урасава сказав, що це тому, що з оригінальним серіалом йому було важко створити історію, яку він хотів через договірні зобов'язання, а також тому, що люди, які постраждали від землетрусу та цунамі в Тохоку 2011 року, сказали, їм сподобався серіал, тому він хотів щось для них зробити.

## Медіа

### Манґа
Майстер Кітон виходив у журналі Big Comic Original з 1988 по 1994 рік. 144 розділів манґи були зібрані у 18 томів-танкобонів. Канценбан-видання серії, включаючи кольорові сторінки, було опубліковано в 12 томах між 30 серпня 2011 року та 29 червня 2012 року. Під час першого тиражування журналу та випуску танкобонів Хокусей Кацушіка був автором, а Наокі Урасава — ілюстратором. У канценбан-перевиданні авторами перших п'яти томів є Кацушіка та Такаші Нагасакі, а з шостих томів — Кацушіка та Урасава. З 1989 по 1993 рік Кацушіка та Урасава випускали Keaton Animal Files (яп. キートン動物記, Kīton Dōbutsuki) у спеціальних випусках Big Comic Original. 14 розділів були зібрані в один том 28 березня 1995 року, в якому оригінальні двоколірні ілюстрації перетворені на чотирикольорові.
Наокі Урасава та Такаші Нагасакі створили продовження серіалу під назвою «Master Keaton Remaster». Його нерегулярно публікували у Big Comic Original з 19 березня 2012 року по 20 серпня 2014 року. Розділи були зібрані в один том 28 листопада 2014 року, а делюкс-видання, що включає повнокольорові сторінки з тиражу журналу, вийшло того ж дня.

#### Список томів
| №  | Дата виходу       | ISBN                   |
| -- | ----------------- | ---------------------- |
| 1  | 30 листопада 1988 | ISBN 978-4-09-181691-7 |
| 2  | 28 квітня 1989    | ISBN 978-4-09-181692-4 |
| 3  | 28 липня 1989     | ISBN 978-4-09-181693-1 |
| 4  | 30 листопада 1989 | ISBN 978-4-09-181694-8 |
| 5  | 28 квітня 1990    | ISBN 978-4-09-181695-5 |
| 6  | 30 липня 1990     | ISBN 978-4-09-181696-2 |
| 7  | 30 листопада 1990 | ISBN 978-4-09-181697-9 |
| 8  | 27 квітня 1991    | ISBN 978-4-09-181698-6 |
| 9  | 30 липня 1991     | ISBN 978-4-09-181699-3 |
| 10 | 30 січня 1992     | ISBN 978-4-09-181700-6 |
| 11 | 30 червня 1992    | ISBN 978-4-09-182851-4 |
| 12 | 30 листопада 1992 | ISBN 978-4-09-182852-1 |
| 13 | 29 травня 1993    | ISBN 978-4-09-182853-8 |
| 14 | 30 серпня 1993    | ISBN 978-4-09-182854-5 |
| 15 | 29 січня 1994     | ISBN 978-4-09-182855-2 |
| 16 | 28 квітня 1994    | ISBN 978-4-09-182856-9 |
| 17 | 30 червня 1994    | ISBN 978-4-09-182857-6 |
| 18 | 30 серпня 1994    | ISBN 978-4-09-182858-3 |

### Аніме
Аніме-адаптація, що охоплює частину вибраних розділів манги, транслювалася з 6 жовтня 1998 року по 30 березня 1999 року в Японії на Nippon TV. Серіал був створений Madhouse, Nippon Television, Shogakukan і VAP. Режисером став Масаюкі Кодзіма, Тацухіко Урахата займався композицією серіалу, Кітаро Косака розробив персонажів, а Куніякі Хаїсіма написав музику. Спочатку він складався з 24 епізодів, а додаткові 15 епізодів були створені та випущені як оригінальні відеоанімації з 21 червня 1999 року по 21 червня 2000 року, в результаті чого загальна кількість сягнула 39 епізодів. Оповідає аніме Кітон Ямада.
Початкову тему «Railtown» написав Куніякі Хаїсіма. Кінцевою темою для епізодів 1–13 є «Eternal Wind» від Blüe, «Tameiki» (яп. ため息, укр. «Зітхання») від Kneuklid Romance для епізодів 14–26 і «From Beginning» від Куніякі Хаїсіма для епізодів 27–39. Для ретрансляції аніме 2007 року було використано нові теми кінцівок; «Tsuki to Kimi to Boku no Kankei» (яп. 月と君と僕の関係, укр. «Зв'язок між мною, тобою і Місяцем») від Kneuklid Romance для епізодів 1–13 та «Eber» від Blüe для епізодів 14–24.

## Сприйняття

### Манґа
Станом на листопад 2014 року «Майстер Кітон» мав понад 20 мільйонів примірників. У опитуванні TV Asahi Manga Sōsenkyo 2021, у якому 150 000 людей проголосували за 100 найкращих серій манґи, Майстер Кітон посів 49 місце. Реліз Майстра Кітона від Viz Media був номінований у категорії «Найкраще видання міжнародного матеріалу в США — Азія» два роки поспіль на премії Айснера у 2015 та 2016 роках. Цю серію також було включено до списку найкращих графічних романів для підлітків Асоціації молодих бібліотечних послуг у 2016 році.
Марк Саммут із Comic Book Resources похвалив «Майстра Кітона» як «захоплюючий пригодницький серіал», який «вирішує вагомі теми, загалом зберігаючи доступний тон завдяки привабливому складу персонажів та епізодичності». Джейсон Томпсон назвав його надійним пригодницьким серіалом, чия «дещо старомодна структура» нагадала йому Golgo 13. Джозеф Ластер з Otaku USA стверджував, що Урасава, Кацушіка та Нагасакі «[сплели] захоплюючу історію інтриги, яка вирує і кипить нарівні з найкращими трилерами світу». Він високо оцінив мистецтво Урасави; «Сюжетні ритми та переходи виконано впевнено, і тут додано необхідну кількість експозиції, щоб усе здавалося природним». Ластер вважав, що Майстер Кітон міг зацікавити ширшу аудиторію, ніж більшість манґ, доступних англійською мовою. У рецензії на перший том англійською мовою для Anime News Network Ребекка Сільверман написала, що передумова книги захоплююча, а її історії добре розказані з епізодичним характером історії та розділів. Вона описала головного героя як «трохи схожого на придуркуватого Індіану Джонса, який приховує свою крутість під поганою зачіскою та пом'ятим костюмом», і назвала його причиною прочитати серіал. Сільверман припускає, що Майстер Кітон підійде для зрілої аудиторії, яка шукає чогось серйознішого, оскільки «мотивації персонажів так само, якщо не більше, важливі для сюжету, як і самі події, і хоча мистецтво Урасави чітке і ясне, це не та книжка, яку читаєш швидко».

### Аніме
Хіромі Хасеґава з Ex.org назвав аніме-адаптацію манґою дуже хорошою; «Їй вдалося вловити атмосферу оригіналу та передати її в інших медіа. Але, з іншого боку, під час перегляду шоу здається, ніби я читаю манґу, яка рухається та розмовляє». Вони описали епізоди, які часто відбуваються в Європі, як різноманітні від таємничих вбивств до антитерористичної діяльності з випадковими археологічними/зоологічними чи сімейними інтересами. Хасеґава зазначив, що в кожному епізоді є щонайменше одна екшн-сцена, але пояснив, що вони слугують радше сюжетними елементами, аніж фокусами, оскільки сюжет шоу «інтенсивно орієнтований на діалоги». Незважаючи на те, що Хасеґава хвалив малюнок як красивий і деталізований, у нього були скарги на коливання якості анімації. Хасегава закінчив свій огляд, порекомендувавши Майстра Кітона дорослій аудиторії з більш витонченими смаками, і сказав, що вони дізналися «досить трохи про політичні, історичні та етнічні ситуації в Європі, а також цікаві теорії в археології або військових методах і зброї» із серії.
Рецензуючи аніме для Anime News Network, Зак Берчі описав «Майстра Кітона» як щось середнє між романом Тома Кленсі та Метлоком, що суперечить усім умовностям аніме та явно орієнтоване на старшу аудиторію. Хоча він назвав історії унікальними та цікавими, він заявив, що шоу ніколи не стає захоплюючим, оскільки вони коливаються «між захопливими». Берчі вважав анімацію «компетентною, але нічого особливого», а англійський дубляж «дещо безглуздим».